# Petit (cráter)
No confundir con Pettit, otro cráter lunar .

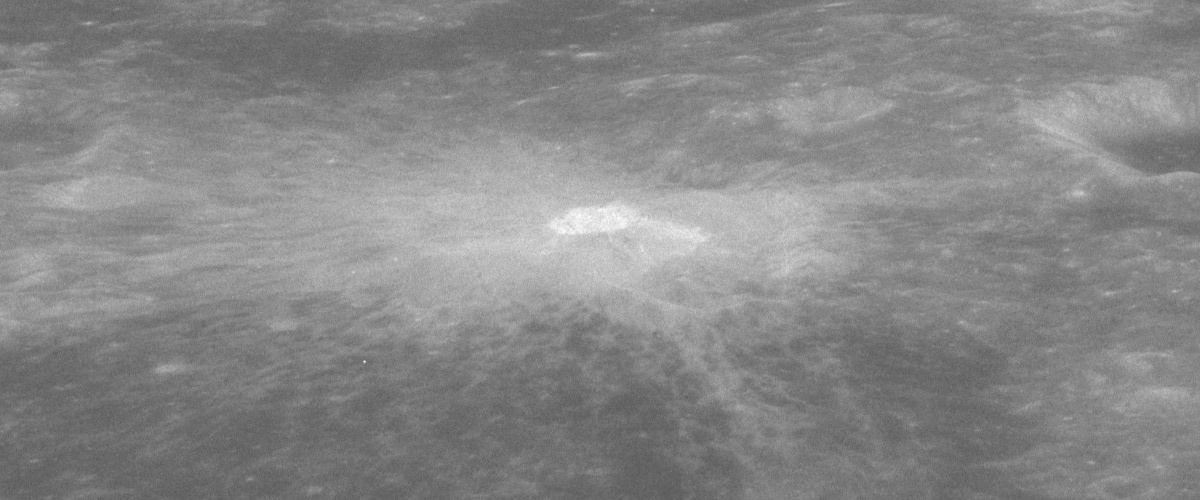
Fotografía de la misión Apolo 11

Petit es un pequeño cráter de impacto lunar con forma de cuenco que se encuentra en el borde noroeste del Mare Spumans. El cráter tiene un prominente sistema de marcas radiales. La designación Petit, que significa pequeño en francés, se ajusta a sus reducidas dimensiones, pero en realidad fue nombrado en honor de Alexis Thérèse Petit, un físico francés.
|  |

El cráter se encuentra al sur del cráter Townley, y al este de Condon. Más al noroeste aparece Apollonius. Petit fue designado anteriormente Apollonius W antes de que la UAI le asignase su nombre actual.
|  |  |  |